# Газопереробний завод Отвей
Газопереробний завод Отвей — елемент нафтогазової інфраструктури Австралії на південному сході країни.
Завод ввели в дію у 2006 році для роботи з продукцією офшорних родовищ басейну Отвей, ресурс від яких подали по трубопроводу Тайласін – Отвей. З 2016-го природний газ також почав надходити по трубопроводу Халладейл/Спекюлент – Отвей.
У процесі підготовки здійснюють вилучення діоксиду вуглецю та сірководню і провадять розділення сировини на газ, конденсат, бутан та пропан. Добова потужність заводу становить 5,4 млн м3 газу на добу. При роботі з проєктними показниками майданчик може продукувати 100 тисяч тонн пропану та бутану і 800 тисяч тонн конденсату на рік.
Товарний газ можливо видавати по трубопроводах Отвей – Мортлейк, Айона – Мельбурн, Айона – Портленд та Айона – Аделаїда (зокрема, через розташоване побіч з ГПЗ підземне сховище газу Айона).
Конденсат, пропан та бутан вивозять автотранспортом.